# Kirche Blesewitz

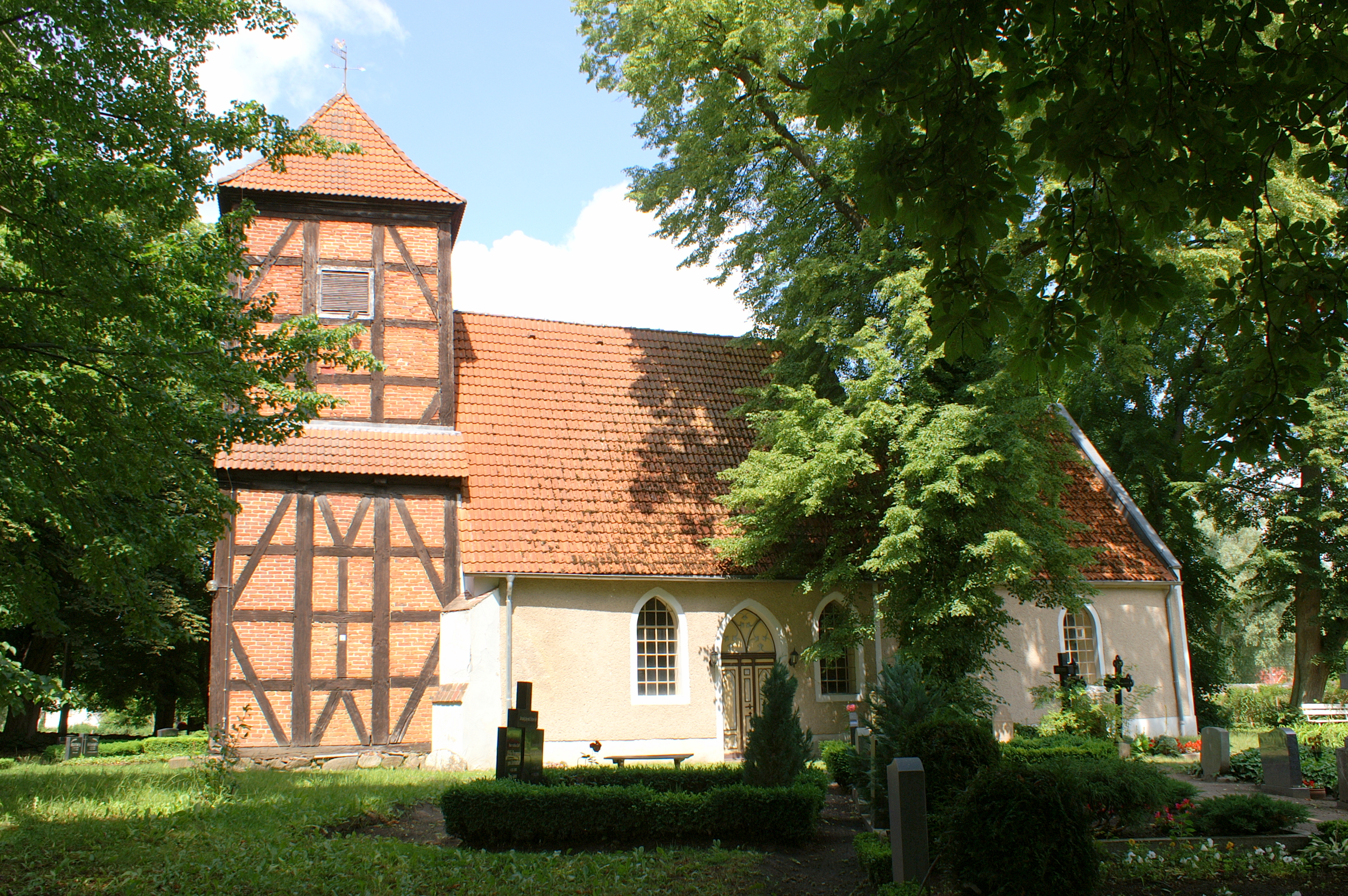
Kirche Blesewitz

Die evangelische Kirche Blesewitz ist eine aus dem 14. Jahrhundert stammende Saalkirche im Ortsteil Blesewitz der gleichnamigen Gemeinde in Vorpommern. Die evangelische Kirchgemeinde gehört seit 2012 zur Propstei Pasewalk im Pommerschen Evangelischen Kirchenkreis der Evangelisch-Lutherischen Kirche in Norddeutschland. Vorher gehörte sie zum Kirchenkreis Greifswald der Pommerschen Evangelischen Kirche.

## Lage
Durch den Ort verläuft die Dorfstraße von Südwesten kommend in Richtung Nordosten. Sie verzweigt sich mehrfach im Ort, unter anderem auch mittig in Richtung Nordwesten. Etwa in der Mitte des vorhandenen Gebäudebestands steht auch die Kirche auf einer Fläche, die mit ungeschichteten und wenig behauenen Feldsteinen eingefriedet ist.

## Geschichte
Handwerker errichteten zunächst im 14. Jahrhundert aus Feldsteinen den rechteckigen Chor. Im Innern sind an der Westseite Stützpfeiler vorhanden, so dass Experten davon ausgehen, dass das Bauwerk wohl ursprünglich als selbstständiges Bauteil geplant war. Etwa ein Jahrhundert später wurde es nach Westen hin um das verputzte Kirchenschiff ergänzt. Der in Fachwerk ausgeführte, westliche und quadratische Kirchturm kam im Jahr 1745 hinzu und ersetzte ein Vorgängerbauteil, das 1690 abgebrochen wurde. Bei der Restaurierung 1830 brachen Handwerker die Fenster an der Nordseite ein und vergrößerten die Südfenster.

## Baubeschreibung

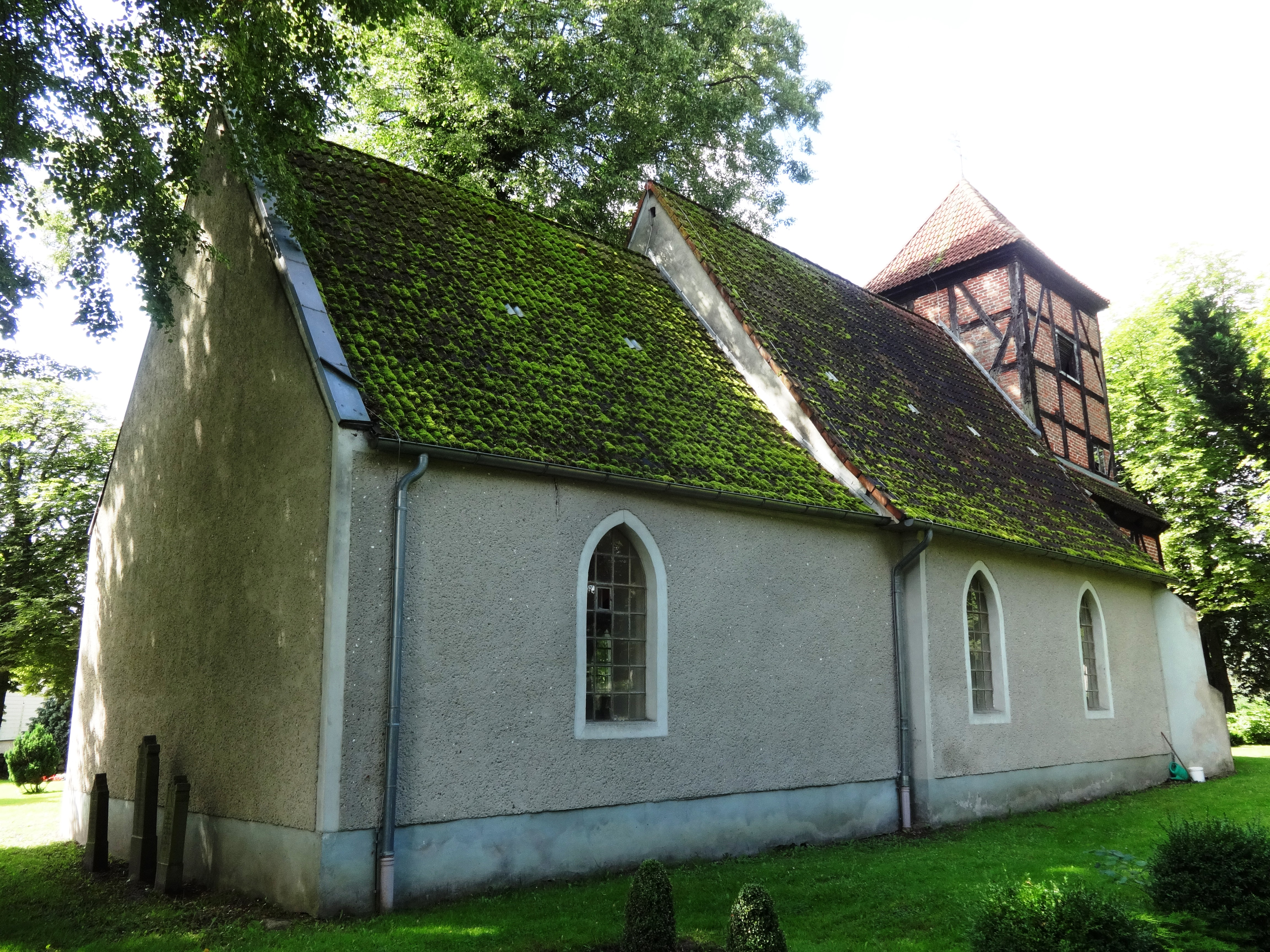
Ansicht von Nordosten

Der Chor ist gerade und leicht eingezogen. Die Ostwand ist geschlossen; an der Nord- und Südwand ist je ein spitzbogenförmiges Fenster, dessen Form durch eine helle Fasche hervorgehoben wird. Der Chor trägt ein schlichtes Satteldach.
Das Kirchenschiff hat einen rechteckigen Grundriss. An der Südseite sind je ein spitzbogenförmiges Fenster sowie ein ebenfalls spitzbogiges Südportal mit neugotischen Türblättern sowie Supraporte mit geschnitztem Maßwerk. An der Nordseite zwei Fenster. Auch am Schiff verbauten die Handwerker ein Satteldach.
Am Übergang zum Westturm wurde das Bauwerk an seinen Ecken durch je einen zweifach gestuften Strebepfeiler stabilisiert. Während Chor und Kirchenschiff aus Feldsteinen errichtet wurden, nahmen die Handwerker hier ein Fachwerk aus dunklem Holz, dessen Gefach mit hellrötlichen Mauersteinen ausgefüllt wurde. Der querrechteckige Turm hat in seinem unteren Geschoss an der Westseite eine schlichte, hölzerne Tür. Im oberen Geschoss verjüngt er sich quadratisch. An den drei von außen sichtbaren Seiten ist je eine ebenfalls quadratische Klangarkade. Der Turmhelm hat ein Pyramidendach, das mit einer Wetterfahne abschließt.

## Ausstattung
Zur Kirchenausstattung gehört ein dreiteiliges Altarretabel aus der Zeit um 1700 mit geschnitzten Wangen, Säulen und Gemälde. Die Predella zeigt in einer klassischen Abfolge das Abendmahl Jesu, im Hauptfeld die Kreuzigung Christi und als Bekrönung den auferstandenen Christus mit Siegesfahne. Die Kanzel aus dem Jahr 1613 ist in Renaissanceformen gehalten und hat Pilaster an den Korbecken sowie eine Brüstung mit Ädikularahmungen und einem Putto. Aus der gleichen Zeit stammen das Prediger- und Patronatsgestühl.
Die Orgel mit ihrem neugotischen Prospekt, krabbenbesetztem Wimperg und Fialen wurde 1881 von Barnim Grüneberg aus Stettin gefertigt und im Jahr 1994 aufwändig restauriert. Sie steht auf der Westempore, dessen Kassetten – wie auch die des Kanzelkorbes – mit Schablonenmalereien aus dem Jahr 1949 verziert sind. Dabei handelt es sich um christliche Symbole wie beispielsweise Alpha und Omega. Die Fünte ist eine Stiftung von Michael Heidtmann aus dem Jahr 1717. Im Innenraum weist die Kirche eine Holzdecke aus dem 19. Jahrhundert auf, die an den Seiten flach und in der Mitte in Form einer Spitztonne angehoben ist.
Das Geläut der Kirche besteht aus einer 1450 gefertigten Glocke. Vor der östlichen Chorwand stehen drei Epitaphe aus Granit, die im 19. Jahrhundert hergestellt wurden.